# Вмираюча Земля (жанр)
 

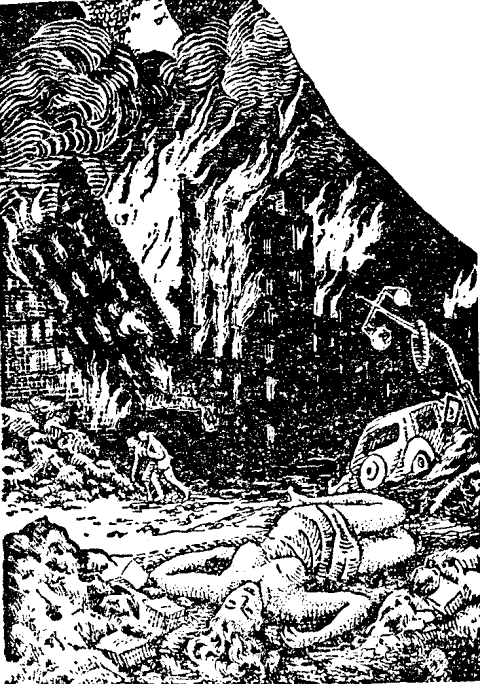
Внутрішня ілюстрація із зображенням міст у палаючих руїнах, написана невідомим художником, для оповідання «Відродження» Чарльза Дая та Кетрін Маклін із Майбутнє в поєднанні з науково-фантастичними історіями, вересень 1951 року.

Вмираюча Земля, Земля, що вмирає — піджанр наукового фентезі та наукової фантастики, дія якого відбувається в далекому майбутньому в кінці життя на Землі, або в кінці часів, коли руйнуються закони Всесвіту. Домінують теми світової скорботи, невинності (пораненої чи іншої), ідеалізму, ентропії, виснаження багатьох або всіх ресурсів (таких як поживні речовини ґрунту) і надії на оновлення.

## Жанр
Зотік, про який неясно натякають теософські теорії про минулі та майбутні континенти, є останнім населеним континентом Землі. Континенти нашого теперішнього циклу затонули, можливо, кілька разів. Деякі з них так і залишилися під водою; інші піднялися, частково, і перевлаштувалися.

Наука і техніка нашої теперішньої цивілізації давно забуті, як і наші теперішні релігії. Але багатьом богам поклоняються, а чаклунство і демонізм знову панують, як і в давнину. Мореплавці користуються лише веслами та вітрилами. Немає вогнепальної зброї - лише луки, стріли, мечі, списи тощо, як у давнину.
Жанр відрізняється від апокаліптичного піджанру тим, що він стосується не катастрофічного руйнування, а ентропійного виснаження Землі. Тому його називають більш «меланхолійним». Прообразом цього жанру були твори романтичної течії. Чоловік у віці (1805) Жана-Батиста Кузена де Гренвіля розповідає історію про Омеґара, останню людину на Землі. Це похмуре бачення майбутнього, коли Земля стане повністю стерильною. Поема лорда Байрона «Темрява» (1816) показує Землю після смерті Сонця. «Остання людина» Мері Шеллі (1826) розповідає про майбутнє, в якому людство повільно, але невблаганно стирається з лиця планети нестримним спалахом Великої чуми, що вбиває майже всіх, крім головного героя, несприйнятливого до наслідків хвороби.
Іншим раннім прикладом є роман Кінець світу (La Fin du Monde, він же Омега: останні дні світу), написана Камілем Фламмаріоном і опублікована у Франції в 1893 році. У першій половині роману йдеться про комету, що летить на Землю у XXV столітті. Остання половина зосереджена на майбутній історії Землі, де цивілізації виникають і занепадають, люди еволюціонують і, нарешті, Земля закінчується як стара, вмираюча та безплідна планета.
У повісті Герберта Dеллса 1895 року «Машина часу» використовуються образи Землі, що вмирає. Наприкінці роману безіменний мандрівник у часі подорожує на тридцять мільйонів років у далеке майбутнє, де на безплідній Землі існують лише гігантські краби, метелики та лишайники, а потім подорожує ще далі в майбутнє, щоб побачити, як Сонце гасне й Земля замерзає.
Дві задумливі роботи Вільяма Гоупа Годжсона розкривали б бачення Веллса. Дія Будинку на прикордонні (1908) розгортається в будинку, обложеному неземними силами. Потім оповідач подорожує в далеке майбутнє, в якому людство загинуло, а потім ще далі, поза межами смерті Землі. Нічна Земля Годжсона (1912) описує час, мільйони років у майбутньому, коли Сонце померкло. Кілька останніх мільйонів представників людської раси зібралися разом у гігантській металевій піраміді, Останньому Редуті, під облогою невідомих сил і Сил зовні в темряві.
Твір раннього французького фантаста Жозефа Роні-старшого, Загибель Землі (1910) розповідає про останнє, розсіяне покоління розвиненого людства на виснаженій пустельній Землі та їхню зустріч із новим типом мінерально-металічного життя. У певному сенсі це схоже на інверсію його попереднього Ле Ксіпехуз (1887), у якому перші люди стикаються з абсолютно чужою та незрозумілою формою життя та борються з нею.
Починаючи з 1930-х років, Кларк Ештон Сміт написав серію оповідань про Зотік, останній континент Землі, де його мешканці живуть подібно до життя цивілізацій класичної епохи. Сміт сказав у листі до Л. Спраг де Кампа від 3 листопада 1953 року: Під впливом Сміта Джек Венс написав збірку оповідань «Земля, що вмирає». Збірка мала кілька продовжень і дала назву піджанру.

## Приклади
- Говард Лавкрафт та Роберт Х. Барлоу — До морів (1935) — історія про повільне згасання людської цивілізації та вимирання всього живого на нашій планеті в міру того, як Земля наближається до Сонця і його сяйво на поверхні стає все інтенсивнішим. У центрі сюжету — головний герой на ім'я Улл, останній із свого племені, та його мандрівка землями й покинутими містами в надії знайти воду, притулок та інших вцілілих.
- Джон Вуд Кемпбелл-молодший – Ніч (1935). Короткометражний фільм. Через несподіваний побічний ефект експериментального антигравітаційного пристрою пілот-випробувач потрапляє на незліченні мільярди років у майбутнє. Чумацький Шлях зменшився до діаметра менше світлового року, а мертва Земля синхронним обертанням прикута до набагато більшого і холоднішого червоного сонця. Весь газ в атмосфері, за винятком неону і гелію, застиг у твердому стані. Величезне місто містить заморожені останки людей, а машини, які людство вдосконалило, мертві через надпровідність, спричинену холодом.
- Едмонд Гемілтон – Місто на краю світу (1951) та комікс Супермен під червоним сонцем в Action Comics № 300 (1963).
- Артур Кларк – Місто та зірки (1956), переробка та розширення попередньої новели Всупереч приходу ночі.
- Джон Браннер – Спіймати зірку, що падає — розширена версія 100-го тисячоліття, вперше опублікована під назвою Земля — лише зірка (1958), яка увійшла до антології Бродеріка (2001, нижче). Ранній приклад оповідання про далеке майбутнє під впливом Венса.
- Браян Олдіс – Теплиця (1962, також відома як Довгий день Землі). Земля має синхронне обертання з Сонцем, яке збільшило свою потужність, і рослини перебувають у постійному шаленстві росту і розпаду, як тропічний ліс, збільшений у тисячу разів; кілька невеликих груп людей все ще живуть, на межі вимирання, під гігантським баньяном, що покриває всю денну сторону Землі.
- Пол Андерсон – Епілог (1962). Повість про зореліт із Землі, який прямує до нової сонячної системи, але через несправність знову повертається до рідної сонячної системи через три мільярди років у майбутньому. Земля наблизилася до Сонця, яке саме стало «трохи більшим і гарячішим», а життя на Землі замінили кібернетичні організми, нащадки людських технологій.
- Лін Картер – Велетень кінця світу (1969) та наступні приквели. Фентезійні романи у стилі меча та чарів, дія яких розгортається на занепалій Землі далекого майбутнього, де всі континенти злилися воєдино, утворивши останній суперконтинент під назвою Ґондвана.
- M. Джон Гаррісон — серія оповідань і романів, дія яких відбувається у Віріконіумі з 1971 року. Віріконіум — столиця, в якій відбувається більша частина подій. Віріконій лежить на Землі, що помирає, заваленій уламками тисячоліть, і здається, що тепер це власний герметичний всесвіт, де хронологія більше не діє.
- Майкл Муркок – серія Танцюристи наприкінці часу (1972–6).
- Хідеюкі Кікучі – серія Vampire Hunter D.
- Керолайн Черрі – Захід сонця (1977—2004) — збірка оповідань, події яких відбуваються в різних місцях Землі в далекому майбутньому. Тональність, тематика та фентезійні конвенції, використані в цій збірці, відрізняються від оповідання до оповідання. Ці оповідання були передруковані у «Збірці короткої прози» К. Черрі.
- Доріс Пісерчіа – Дитя Землі (1977), в якому остання людина на Землі стикається з конкуренцією з боку інопланетних істот, що спустошили планету і захопили весь світ.
- Джордж Мартін – Смерть світла (1977), роман, дія якого розгортається на Ворлорні, світі, що несеться в далекі простори космосу, де все живе на планеті загине.
- Філіп Хосе Фармер – у «Темнота — це сонце» (1979) одноплемінник з далекого майбутнього мандрує ландшафтом вмираючої Землі. Як і більша частина наукової фантастики Землі, що вмирає, цей текст розмірковує про природу кінця і значення самого часу.
- Тундарр-варвар (1980—1981) — суботній ранковий анімаційний серіал, створений Стівом Гербером і вироблений Ruby-Spears Productions. Дія відбувається в майбутньому (бл. 3994 р.) постапокаліптичній пустці, поділеній на королівства або території, більшістю з яких правлять (переважно злі) чарівники (які поєднують магічні заклинання з технологіями реанімації зі світу, що існував до катастрофи), і руїни яких зазвичай мають впізнавані географічні об'єкти зі Сполучених Штатів. Герой Тундарр (озвучений Робертом Ріджелі), м'язистий воїн, чиїми супутниками є принцеса Аріель, грізна молода чаклунка, та Укла Мок (левовий гуманоїд), подорожував світом верхи на коні, борючись зі злими чаклунами.
- Джин Вулф – Книга нового Сонця (1981-3) розповідає про шлях опального ката на ім'я Севериан до найвищої посади в країні. Севериан, який стверджує, що має ідеальну пам'ять, розповідає історію від першої особи. Дія книги відбувається в далекому майбутньому, де сонце значно потьмяніло.[4] Вулф стверджував, що серія Венса безпосередньо вплинула на цю роботу. Книга має кілька пов'язаних між собою томів.
- Даррелл Швейцер – Розбита богиня (1983), фентезійний роман, дія якого відбувається наприкінці панування людини на Землі, у проміжку між смертю останнього божества старої епохи та появою першого з нової. За ним слідує Відлуння богині (2013), приквел у вигляді збірки оповідань.
- Майкл Ши — Ніффт Худий (1982), серія казок про мечі та чари у далекому майбутньому, де демони та інопланетні істоти змагаються за панування над Землею. Пізніша історія в тому ж всесвіті включала в себе мешап з Кугелем Розумником Венса.
- Алан Ґрант — Король Бармен (1 листопада 1996), Верховний повелитель зла спостерігає, як сама реальність розпадається на частини з його замку-цитаделі, розташованого перед згасаючою зіркою. Він зазирає в минуле, де відбувається передостання битва між добром і злом, яка вплинула на саму природу всесвіту і призвела до жахливих наслідків, що призвели до жахливого стану, який він спостерігає. Використовуючи свою всемогутню владу, останній монарх, відомий як Той, Хто Наважився, застосовує свої здібності, щоб змінити результат доленосного конфлікту між Ню-Готемом та його спадкоємним героєм/монархом проти нападу орди загарбників на користь товарів. Внаслідок чого реальність переходить у форму вищої екзистенціальної свідомості, що призводить до нового світанку.
- Алан Мур – Прожектор Бурі № 1 (1 лютого 1997). Його дія якого розгортається під час передостанньої теплової смерті Всесвіту. Вельможі Кери/Землі очолюють невеликий конклав безсмертних кочівників, які живуть у майбутньому, коли реальність вмирає навколо них.
- Демьєн Бродерік, ред. — Земля — лише зірка: Екскурсії через наукову фантастику в далеке майбутнє (2001), антологія канонічних оповідань про Землю, що вмирає, містить події, що здебільшого відбуваються на Землі в далекому майбутньому, переплетені зі спеціально написаними критичними есеями на тему Землі, що вмирає.
- Ієн Едґінтон — Заснування (1 листопада 2002 року), який завершився повторним використанням твору Алана Мура У центрі уваги (Wildstorm Spotlight): Великий холод, де Мажестрос знайшов значно розвинену ітерацію свого колишнього колеги по WildC.A.T. Спартана, який прагнув перезапустити саме творіння, коли воно вже закінчувалося. Божевільний науковець з альтернативного майбутнього намагатиметься використати свою переробку вмираючого континууму для власних цілей, а британська суперкоманда та головні герої коміксу мобілізуються, щоб зупинити його.
- Грег Бір – Місто наприкінці часів (2008), роман, який є даниною поваги Вільяму Гоупу Годжсону Нічна земля.
- Джейсон Аарон – Останні дні Мідґарду (2013), міні-серія коміксів «Тор: Бог грому», що вийшов на початку 2014 року, де Всебатько Тор сидить у кінці часів, спостерігаючи за відбудовою Старого Асґарду та планетою Земля, що помирає після того, як людство знищило її екосистему, в результаті чого вимерла сама раса.
- Рік Ремендер — Низько (30 липня 2014), комікс-серіал, події якого розгортаються через мільярди років у майбутньому, де стрімке розширення Сонця змушує людство жити під водою.
- Джо Кітінґ — Дивний гість (27 серпня 2014 року), на межі теплової смерті головного всесвіту DC. Мешканці Землі далекого майбутнього починають евакуацію, коли світ наближається до кінця, а старі друзі Ратотіс і Каманді розважають один одного старими історіями про Супермена, його подвиги та надію. Зрештою, Зоряне Дитя Ель повернеться набагато могутнішим, ніж будь-коли, щоб врятувати екіпаж астронавтів, які застрягли в іншому вимірі в далекому минулому. Тепер увічнений Супермен використає свої новознайдені здібності, щоб зупинити наближення ентропії і врятувати всіх на борту, перш ніж старий всесвіт підморгне йому, щоб він зміг переправити їх у наступний.
- Ден Юрґенс — Із завтрашнього дня (18 квітня 2018), оповідання, що з'явилося на сторінках Action Comics 1000. Супермен віддає останню шану своїй рідній планеті через мільярди років у майбутньому, коли Сонце Землі ще тільки починало її поглинати. Він і більшість людства, включно з дружиною, вже давно відлетіли до зірок; Кал-Ел перш ніж відлетіти просто залишив скляну міні-фігурку своїх сурогатних батьків біля меморіалу Джонатана і Марти Кент.
- Стан Літургії — Ансибл: Тисяча облич (2020), збірка з десяти романів та оповідань, опублікованих у 2014—2020 роках, частково на честь творів Урсули Ле Гуїн та Вільяма Гоуп Годжсона («Нічна земля»). Телепатичні дослідники встановлюють перший контакт і мимоволі відкривають Землю XXV століття для інопланетного виду, що пожирає душі. На темній землі вцілілі представники людства знаходять притулок у величезній аркології, натхненній «Останнім редутом» з «Нічної землі»; група мандрівників у часі рухається вгору і вниз по часовій лінії людства, щоб зберегти вид, починаючи з доісторичних часів і закінчуючи тепловою загибеллю Всесвіту.